# Supercoppa di Spagna 2014 (hockey su pista)
La Supercoppa di Spagna 2014 è stata l'11ª edizione dell'omonima competizione spagnola di hockey su pista. Il torneo ha avuto luogo dal 13 al 14 settembre 2014. A conquistare il titolo è stato il Barcellona per l'ottava volta nella sua storia superando in finale il Liceo La Coruña.

## Squadre partecipanti
| Club            | Qualificazione                                        | Partecipazioni precedenti (il grassetto indica la vittoria) |
| --------------- | ----------------------------------------------------- | ----------------------------------------------------------- |
| Barcellona      | Vincitore dell'Ok Liga e finalista della Coppa del Re | 2004, 2005, 2006, 2007, 2008, 2009, 2010, 2011, 2012, 2013  |
| Liceo La Coruña | 2º posto in Ok Liga                                   | 2004, 2013                                                  |
| Reus Deportiu   | Squadra ospitante                                     | 2006, 2007, 2011, 2013                                      |
| Vendrell        | Vincitore della Coppa del Re                          | 2013                                                        |

## Risultati

### Semifinali
| Reus 13 settembre 2014 | Vendrell | 4 – 5 (d.t.s.) referto | Liceo La Coruña | Pavelló Olímpic de Reus |

| Reus 13 settembre 2014 | Barcellona | 3 – 2 referto | Reus Deportiu | Pavelló Olímpic de Reus |

### Finale
| Reus 14 settembre 2014 | Barcellona | 5 – 4 (d.t.s.) referto | Liceo La Coruña | Pavelló Olímpic de Reus |